# Josef
Josef, auch Joseph, ist ein männlicher Vorname.

## Herkunft und Bedeutung
Beim Namen Josef, hebräisch יוֹסֵף jōsēp̄, handelt es sich um eine Kurzform von der Wurzel יסף jsp „hinzufügen“, „fortfahren“ mit ausgefallenem theophoren Element: „[Gott/JHWH] möge hinzufügen“
In der Bibel wird er von 16 verschiedenen Personen getragen.

## Verbreitung

### International
Der Name Josef erfreut sich international großer Beliebtheit.
In Tschechien stand Josef von den 1930ern bis 1951 an der Spitze der Vornamenscharts. Danach sank die Beliebtheit leicht, sodass der Name im Jahr 1973 die Top-10 der Vornamenscharts verließ. Dennoch zählt der Name bis heute zu den 30 meistgewählten Jungennamen des Landes. Im Jahr 2016 belegte er Rang 25 der Hitliste.
Auch in Schweden ist der Name verbreitet. Bis ins Jahr 2005 zählt er zu den 100 meistgewählten Jungennamen des Landes. Seitdem erreichte er die Hitliste immer wieder. Im Jahr 2018 stand mit Rang 98 zuletzt in der Top-100 der Vornamenscharts. Stand 31. Dezember 2022 leben 11670 Männer in Schweden, die Josef als Vorname tragen, bei 5681 von ihnen handelt es sich um den Rufnamen. Ihr durchschnittliches Alter beträgt 27,1 Jahre.
In Israel hat sich der Name in der Top-10 der Vornamenscharts etabliert. Im Jahr 2020 belegte er Rang 4 der Hitliste.
Im englischen Sprachraum ist die Variante Joseph verbreiteter. In den USA zählte Joseph bis ins Jahr 1935 zu den zehn meistgewählten Jungennamen. Die Beliebtheit sank jedoch nur leicht bis auf Rang 16 (1968 und 1970), stieg in den 1970er Jahren und dann um die Jahrtausendwende jedoch wieder in die Top-10 auf. Seit den späten 2000er Jahren sinkt die Popularität. Im Jahr 2022 stand er auf Rang 30 der Hitliste. Auch in Kanada erfreute sich der Name zu Beginn des 20. Jahrhunderts großer Beliebtheit. Von 1927 bis 1942 stand er an der Spitze der Vornamenscharts. Im Jahr 1979 verließ der Name die Top-10 der Vornamenscharts, die er seitdem nicht mehr erreichte. Im Jahr 2019 belegte Joseph Rang 52 der Hitliste. Auch im Vereinigten Königreich, Irland (Rang 62, Stand 2022), Neuseeland (Rang 60, Stand 2022) und Australien (Rang 44, Stand 2021) hat sich der Name unter den 100 beliebtesten Jungennamen etabliert.
Zu Beginn des 20. Jahrhunderts zählte Joseph in Frankreich zu den beliebtesten Jungennamen. Zur Mitte des Jahrhunderts sank die Popularität beständig. In den 1970er Jahren erlebte sie einen deutlichen Einbruch und verließ die Top-100 der Vornamenscharts. In den 2000er Jahren begann die Beliebtheit wieder zu steigen. Seit 2015 gehört er wieder zu den 100 meistgewählten Jungennamen. Im Jahr 2021 stand er auf Rang 80 der Histliste.

### Deutscher Sprachraum
In Österreich hat sich der Name in der Top-100 der Vornamenscharts etabliert. Obwohl die Popularität des Namens von den 1980er Jahren bis in die 2000er beständig abnahm, verließ er die Hitliste nicht. In der zweiten Hälfte der 2010er Jahre nahm die Beliebtheit des Namens wieder leicht zu. Im Jahr 2021 belegte er Rang 58 der Vornamenscharts.
Demgegenüber wird der Name in der Schweiz deutlich seltener vergeben. Im Jahr 2021 belegte Josef Rang 794 der Hitliste und wurde an 9 Jungen vergeben. Die Variante Joseph erreichte mit 24 neugeborenen Namensträgern Rang 366.
In Deutschland zählte Joseph bis in die 1960er Jahre zu den meistgewählten Jungennamen. Als höchste Platzierung erreichte er im Jahr 1895 in den Hitlisten Rang 15. In den 1970er Jahren sank die Beliebtheit des Namens stark und er wurde nur noch ausgesprochen selten vergeben. Seit den 2000er Jahren nimmt die Beliebtheit wieder zu. Im Jahr 2022 belegte er Rang 137 der Vornamenscharts. Dabei tragen etwa 81 % der Namensträger den Namen in der Schreibweise Josef, ca. 19 % der Eltern wählte die Schreibweise Joseph. Als Zweitname ist Josef deutlich verbreiteter. Auf der Liste der beliebtesten Folgenamen erreichte er im Jahr 2022 Rang 17. Besonders beliebt ist der Name in Bayern.

## Varianten

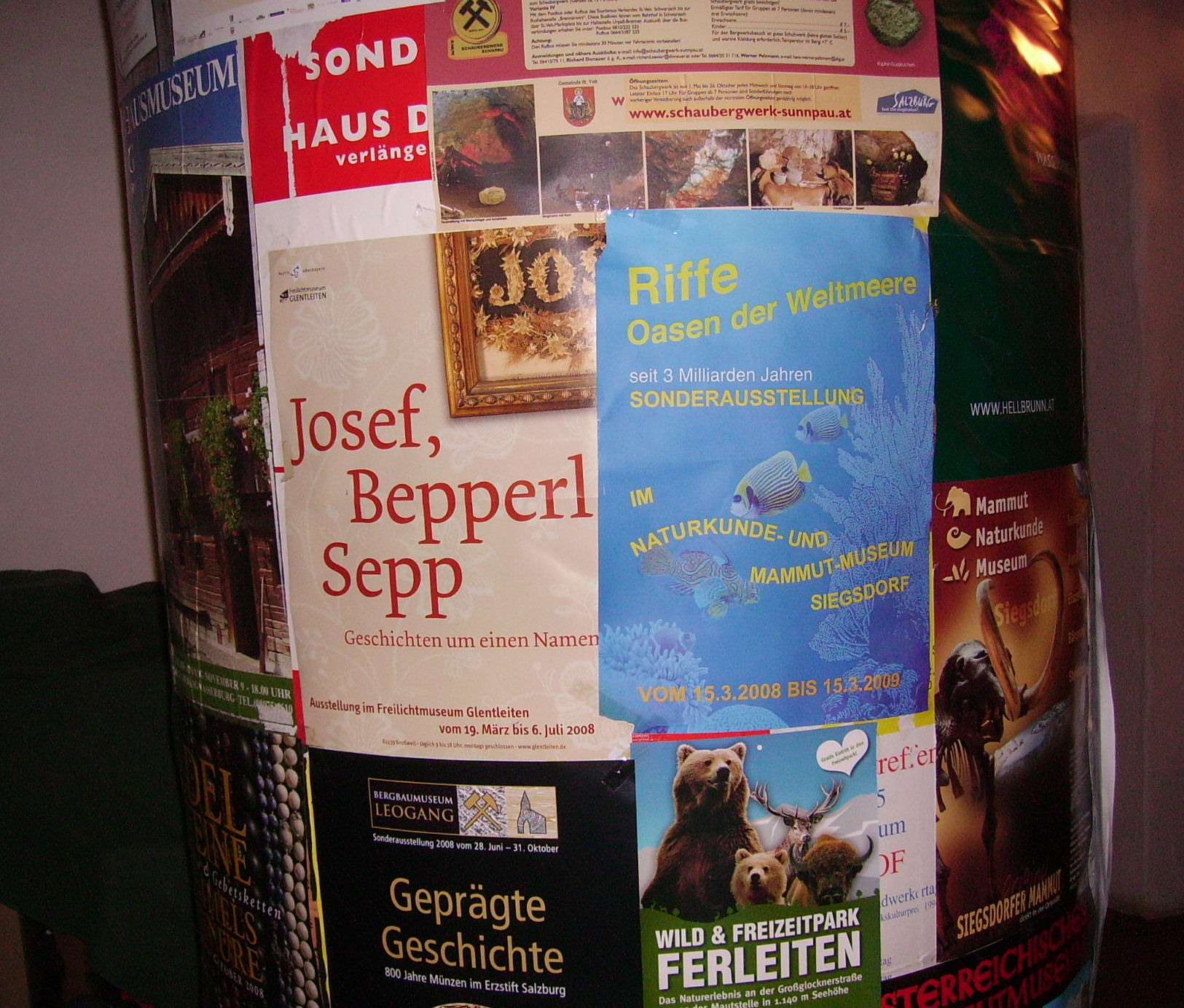
„Josef, Bepperl, Sepp“: Ausstellungsplakat im Salzburger Freilichtmuseum

### Männliche Varianten
- Albanisch: Jozef
  - Diminutiv: Zef
- Arabisch: يوسف yūsuf; Youcef
- Armenisch: Հովսեփ Howsep, Յովսէփ Jowsep
- Aserbaidschanisch: Yusif
- Bulgarisch: Йосиф Josif
- Bosnisch: Jusuf
- Deutsch: Joseph, Joses, Josephus
  - Diminutiv: Jo, Joschka, Jupp, Seff, Sepp, Seppel
- Englisch: Joseph
  - Diminutiv: Jo, Jody, Joe, Joey, Jojo, Josey
  - Irisch: Seosamh
  - Schottisch-Gälisch
    - Diminutiv: Seòsaidh
- Esperanto: Jozefo
  - Diminutiv: Joĉjo
- Estnisch: Joosep
- Färöisch: Jósef
- Filipino: Jose
- Finnisch: Jooseppi
  - Diminutiv: Juuso
- Französisch: José, Joseph
- Georgisch: იოსებ Ioseb
  - Diminutiv: სოსო Soso
- Griechisch: Ἰωσήφ Iosif
  - Altgriechisch: Ἰωσήφ Iōséph, Ἰωσῆς Iōsês
- Hebräisch: יוֹסֵף jōsēp̄
- Indonesisch: Jusuf, Yusuf
- Isländisch: Jósef
- Italienisch: Giuseppe
  - Diminutiv: Beppe, Giusi, Peppe, Peppi, Peppino, Pino
  - Latein: Ioseph, Iosephus
  - Korsisch: Ghjaseppu
- Kirchenslawisch: Іѡсифъ Iosifu
- Kroatisch: Josip
  - Diminutiv: Joško, Joso, Jozo
- Lettisch: Jāzeps
- Litauisch: Juozapas
  - Diminutiv: Juozas
- Maorisch: Hohepa
- Mazedonisch: Јосиф Josif
- Niederländisch: Josephus, Jozef
  - Diminutiv: Jef, Joep, Joop, Joos, Joost, Jos, Sjef
- Polnisch: Józef
- Portugiesisch: José
  - Diminutiv: Zé, Zezé, Zeca, Zequinha
  - Galicisch: Xosé
- Rumänisch: Iosif
- Russisch: Иосиф Iosif, Осип Osip
- Serbisch: Јосиф Josif
- Slowakisch: Jozef
- Slowenisch: Josip, Jožef
  - Diminutiv: Jože
- Somalisch: Yuusuf
- Spanisch: Jose, José, Josepe
  - Diminutiv: Pepe, Pepito
  - Baskisch: Joseba
  - Katalanisch: Josep
  - Okzitanisch: Josèp
- Türkisch: Yusuf
- Turkmenisch: Ýusup
- Ungarisch: József
  - Diminutiv: Jóska, Józsi
- Ukrainisch: Йосип Josyp

### Weibliche Varianten
- Deutsch: Josepha, Josefa
  - Diminutiv: Josefine, Josephine
- Englisch: Josepha
  - Diminutiv: Jo, Jodene, Jodi, Jodie, Jody, Joetta, Joey, Josephina, Josephine, Josie, Posie, Posy
- Finnisch
  - Diminutiv: Iina, Josefiina
- Französisch: Josée, Josèphe
  - Diminutiv: Fifi, Joséphine, Josette, Josiane
- Italienisch: Giuseppa
  - Diminutiv: Giosetta, Giuseppina, Giusi, Giusy, Pina
- Kroatisch: Josipa
  - Diminutiv: Finka, Jozefina, Jožica
- Niederländisch
  - Diminutiv: Fieke, Fien, Fiene, Josefien, Josephine, Jozefien, Pien
- Polnisch: Józefa
  - Diminutiv: Józefina
- Portugiesisch: Josefa
  - Diminutiv: Josefina
- Schwedisch
  - Diminutiv: Josefin, Josefina, Josefine
- Slowakisch
  - Diminutiv: Jozefína
- Slowenisch: Jožefa, Jozefa
  - Diminutiv: Jožica, Pepca
- Spanisch: José, Josefa
  - Diminutiv: Josefina, Pepita
- Tschechisch
  - Josefa, Jozefa, Josefína
- Ungarisch: Jozefa

## Namenstage
- 29. Januar: nach Josef Freinademetz
- 19. März: nach Josef von Nazaret
- 1. Mai: nach Josef der Arbeiter
- 9. Juni: nach José de Anchieta
- 10. Juni: nach Eustachius Kugler (geboren als Josef Kugler)
- 23. Juni: nach Josef Cafasso
- 3. Juli: nach Josef Lenzel
- 31. Juli: nach Josef von Arimathäa
- 11. September: nach Josef Christian Müller
- 18. September: nach Josef von Copertino

## Bekannte Namensträger

### Biblische Personen
- Josef (Sohn Jakobs), der biblische Stammvater Israels, zweitjüngster Sohn des Erzvaters Jakob, Protagonist der Josefsgeschichte
- Josef von Nazaret, auch Josef der Zimmermann, Vater Jesu von Nazaret
- Josef, einer der vier im Neuen Testament namentlich erwähnten Brüder Jesu, siehe Geschwister Jesu
- Josef von Arimathäa (Pharisäer), Mitglied des Sanhedrin (Hoher Rat der Juden) und Anhänger Jesu von Nazareth
- Joseph Barsabbas, genannt „Justus“ („der Gerechte“), früher Christ, der im Neuen Testament genannt wird

### Andere Namensträger
- Josef I. (Exarch) (1840–1915), bulgarischer Prälat
- Josef ibn Abitur (Josef (ibn Jitzchaq) ibn Abitur; ≈900–≈970), Rabbiner, jüdischer Gelehrter und Dichter
- Josef ibn Migasch (1077–1141), jüdischer Gelehrter und Talmud-Erklärer
- Josef ibn Zaddik († 1149), spanischer Rabbiner, Dichter und Philosoph sowie Talmudist
- Josef ben Meir ibn Zabara (* um 1140), spanischer Schriftsteller
- Josef von Copertino (1603–1663), italienischer Franziskaner-Minorit

### Vorname

#### A
- Josef Abrhám (1939–2022), tschechischer Schauspieler
- Josef Ackermann (* 1948), Schweizer Bankmanager

#### B
- Joseph Beuys (1921–1986), deutscher Künstler
- Josef „Sepp“ Behr (1929–2023), deutscher Skirennläufer
- Joseph Bikermann (1867–1945), russischer Journalist und Autor, siehe Iosif Menassievich Bikerman
- Josef Bím (1901–1934), tschechoslowakischer Skisportler
- Josef Brendle (1888–1954), deutscher Kunstmaler
- Josef Brendle (* 1949), Liechtensteiner Sportschütze
- Joseph von Bretfeld (1729–1820), böhmischer Jurist und Universitätsprofessor in Prag
- Joseph Brunet (1829–1891), französischer Politiker und Richter
- Josef Bucher (* 1965), österreichischer Politiker (BZÖ)
- Josef Buchner (* 1942), österreichischer Politiker
- Josef Buchner (* 1974), deutscher Nordischer Kombinierer
- Joseph Burrow (* 1996), US-amerikanischer American-Football-Spieler

#### C
- Josef Čapek (1887–1945), tschechischer Maler und Schriftsteller
- Josef Čapek (1825–1915), tschechisch-schwedischer Komponist
- Joseph Cheong (* 1986), US-amerikanischer Pokerspieler
- Joseph Collomp (1865–1946), französischer Politiker

#### D
- Joseph De Luca (1890–1935), italienisch-US-amerikanischer Musiker und Komponist
- Joseph Deiss (* 1946), Schweizer Wirtschaftswissenschaftler und Politiker
- Joseph Dépierre (1888–1961), französischer Politiker
- Josef Duchač (* 1938), deutscher Politiker (CDU), Ministerpräsident von Thüringen

#### E
- Joseph Freiherr von Eichendorff (1788–1857), deutscher Schriftsteller und Dichter
- Josef Ertl (1925–2000), deutscher Politiker und Bundesminister (FDP)

#### F
- Josef Felder (1900–2000), deutscher Politiker (SPD)
- Josef Feneberg (1923–2011), deutscher Politiker
- Josef Fleckenstein (1919–2004), deutscher Historiker und Hochschullehrer
- Joseph Förstemann (1841–1900), deutscher Bibliothekar und Archivar
- Josef Fritzl (* 1935), österreichischer Sexualstraftäter und Entführer

#### G
- Josef Gassner (1890–1969), österreichischer Eisenbahnschaffner und Politiker (SPÖ)
- Josef Gassner (* 1944), liechtensteinischer Skirennläufer
- Josef M. Gaßner (* 1966), deutscher Astronom
- Joseph Gauß (eigentlich Carl Joseph Gauß; 1806–1873), deutscher Artillerieoffizier und Geodät
- Josef Gengler (1863–1931), deutscher Ornithologe
- Joseph Goebbels (1897–1945), deutscher Politiker
- Josef Göhlen (* 1931), deutscher Kinderbuchautor
- Joseph L. Goldstein (* 1940), US-amerikanischer Genetiker, Nobelpreisträger für Medizin
- Joseph Grobe (1931–2023), deutscher Chemiker und Hochschullehrer
- Josef Guggenmos (1922–2003), deutscher Lyriker und Kinderbuchautor
- Josef Guláš (* 1996 oder 1997), tschechischer Pokerspieler

#### H
- Josef Hader (* 1962), österreichischer Schauspieler und Kabarettist
- Joseph Hannesschläger (1962–2020), deutscher Schauspieler
- Josef Haubrich (1889–1961), deutscher Kunstsammler und Mäzen
- Joseph Haydn (1732–1809), österreichischer Komponist
- Joseph Hebert (* 1982), US-amerikanischer Pokerspieler
- Josef Heinen (1898–1989), deutscher Kaufmann und Gerechter unter den Völkern
- Josef Heinen (1929–1988), deutscher Leichtathlet
- Josef Hickersberger (* 1948), österreichischer Fußballtrainer
- Joseph Höffner (1906–1987), deutscher Kardinal und Vorsitzender der Deutschen Bischofskonferenz
- Josef Höhn (1881–1961), deutscher Richter und Politiker (CDU)
- Josef Höhn (1902–1945), deutscher Widerstandskämpfer
- Josef Homeyer (1929–2010), deutscher Bischof
- Joseph Léopold Sigisbert Hugo (1773–1828), französischer General, Vater von Victor Hugo

#### J
- Josef Jahrmann (* 1947), österreichischer Politiker
- Joseph Judge (* 1981), US-amerikanischer American-Football-Trainer

#### K
- Josef Kamper (1899–1979), deutscher Schauspieler
- Josef Kamper (1925–1984), österreichischer Motorradrennfahrer
- Josef Karst (1871–1962), deutscher Orientalist und Hochschullehrer
- Joseph Klotz (1785–1830), deutscher Maler, Lithograf und Bühnenbildner
- Josef Koncz (1916–1988), deutscher Herzchirurg und Hochschullehrer
- Josef Korsten (* 1957), deutscher Politiker (SPD)
- Josef Krägel (1853–1932), deutscher Theaterschauspieler und -regisseur, Bassist und Komponist
- Josef Krautkrämer (1913–2000), deutscher Physiker und Unternehmer

#### L
- Joseph Lamptey (* 1974), ghanaischer Fußballschiedsrichter
- Josef Landau (1877–1944), polnischer Chemiker und Industrieller
- Joseph Langen (1837–1901), deutscher altkatholischer Theologe und Hochschullehrer
- Joseph von Lauff (1855–1933), deutscher Offizier und Schriftsteller
- Joseph Lecacheux (1880–1952), französischer Politiker
- Josef Lenz (1935–2023), deutscher Rennrodler und Trainer
- Josef Lenzel (1890–1942), deutscher römisch-katholischer Priester, Widerstandskämpfer und Märtyrer
- Joseph D. Lichtenberg (1925–2021), US-amerikanischer Psychiater und Psychoanalytiker
- Josef Limberger (* 1958), österreichischer Autor und Fotograf
- Josef Limburg (1874–1955), deutscher Bildhauer und Medailleur
- Josef Lindauer (Skisportler) (1912–1997), Schweizer Skisportler
- Josef Lindauer (Altphilologe) (1920–2012), deutscher Altphilologe und Gymnasiallehrer
- Joseph Lingens (1818–1902), deutscher Politiker, Mitglied des Reichstags
- Josef Lins (1947–2024), österreichischer Soziologe und Hochschullehrer
- Josef Lohner († 1937), deutscher Motorradrennfahrer
- Josef Lorch (1929–1999), deutscher Künstler und Restaurator
- Joseph Luns (1911–2002), niederländischer Politiker und NATO-Generalsekretär

#### M
- Josef Madersperger (1768–1850), österreichischer Erfinder
- Josef Mahlmeister (* 1959), deutscher Autor
- Josef Mann (1883–1921), österreichischer Operntenor
- Joseph Mannheim (1904–1984), Schweizer Jurist und Journalist
- Joseph Georg Mansfeld (1764–1817), österreichischer Kupferstecher
- Josef Mansfeld (1819–1894), österreichischer Maler
- Josef März (1892–1955), deutscher Geograph und Zeitungswissenschaftler
- Josef März (1925–1988), deutscher Unternehmer
- Joseph May (* 1976), kanadischer Schauspieler und Synchronsprecher
- Josef Meinertzhagen (1916–2002), Schauspieler, Regisseur und Hörspielsprecher
- Josef Meinrad (1913–1996), österreichischer Schauspieler
- Joseph Meng Ziwen (1903–2007), chinesischer römisch-katholischer Bischof
- Josef Mengele (1911–1979), deutscher KZ-Arzt
- Joseph Merk (1780–1845), deutscher Jurist und Politiker
- Joseph Merk (1795–1852), österreichischer Komponist und Cellist
- Joseph de Metz-Noblat (* 1959), französischer römisch-katholischer Bischof
- Joseph Michel (1679–1736), französischer Organist und Komponist
- Joseph Michel (1925–2016), belgischer Schriftsteller und Politiker
- Josef Michel (1928–2002), deutscher Kirchenmusiker und Komponist
- Joseph Minala (* 1996), kamerunischer Fußballspieler
- Joseph Mohr von Zernez (1577–1635), Schweizer Geistlicher, römisch-katholischer Bischof von Chur
- Joseph Mohr (1792–1848), österreichischer römisch-katholischer Priester und Dichter von Stille Nacht, heilige Nacht
- Joseph Hermann Mohr (1834–1892), deutscher römisch-katholischer Priester, Kirchenliedkomponist und Texter
- Josef Mohr (1872–1947), deutscher Politiker (Zentrum)
- Josef Moll (1908–1989), deutscher Generalleutnant, Inspekteur des Heeres
- Josef Mühlberger (1903–1985), deutscher Schriftsteller und Journalist
- Josef Müller (1820–1897), Schweizer Hotelier und Politiker (Liberale Partei)
- Josef Müller (1870–1929), Schweizer Pfarrer und Sammler von Sagen
- Josef Müller (1875–1945), deutscher Volkskundler und Herausgeber
- Josef Müller (1887–1977), Schweizer Kunstsammler und Konservator
- Josef Müller (1889–1976), deutscher Kunsthistoriker
- Josef Müller (1893–1984), deutscher Fußballspieler
- Josef Müller (genannt Ochsensepp; 1898–1979), deutscher Politiker
- Josef Müller (1906–1963), deutscher Motorradrennfahrer
- Josef Müller (1919–1997), deutscher Politiker (CDU)
- Josef Müller (* 1938), deutscher Politiker (CDU)
- Josef Müller (* 1955), deutscher Steuerberater und Diplomat
- Josef Müller-Brockmann (1914–1996), Schweizer Grafikdesigner, Typograf, Autor und Lehrer
- Josef Müller-Marein (1907–1981), deutscher Journalist und Schriftsteller
- Josef Alois Müller (auch Müller-Landolt, Spitzname Blech-Sepp; 1871–1967), Schweizer Politiker (CVP)
- Josef Felix Müller (* 1955), Schweizer Bildhauer, Grafiker und Maler
- Josef Ivar Müller (1892–1969), Schweizer Komponist
- Josef Leonz Müller (1800–1866), Schweizer Politiker und Richter
- Josef Murr (1864–1932), österreichischer Philologe und Botaniker

#### N
- Josef Nauer (1906–1987), Schweizer Holzbildhauer
- Josef Nawrocki (1880–1941), deutscher Widerstandskämpfer
- Josef Neckermann (1912–1992), deutscher Versandkaufmann und Dressurreiter
- Josef Netzer (1808–1864), österreichischer Komponist und Kapellmeister
- Joseph Netzer (1826–1901), belgischer Politiker, Bürgermeister
- Joseph Neuberg (1840–1926), luxemburgisch-belgischer Mathematiker, Hochschullehrer
- Joseph Neuhäuser (1823–1900), deutscher Philosoph, Hochschullehrer und -rektor
- Joseph Neuhäuser  (1890–1949), deutscher Komponist
- Josef Neuhauser (* 1959), österreichischer Autorennfahrer und Rennstallbesitzer
- Josef Neukirch (1895–1953), österreichischer Landesrechnungsdirektor und Maler
- Josef Noggler (1865–1926), österreichischer Politiker (CS), Reichsratsabgeordneter
- Josef Noggler (* 1957), italienischer Politiker (SVP) aus Südtirol
- Joseph Noteboom (* 1995), US-amerikanischer American-Football-Spieler

#### O
- Joseph Overath (* 1950), deutscher römisch-katholischer Theologe, Priester und Autor

#### P
- Joseph Hardwick Pemberton (1852–1926), englischer Rosenzüchter
- Joseph Pernet-Ducher (1859–1928), französischer Rosenzüchter
- Josef Piontek (* 1940), deutscher Fußballspieler und -trainer
- Josef Ponn (1906–1939), deutscher Skilangläufer

#### R
- Joseph Ratzinger (1927–2022), von 2005 bis 2013 als Papst Benedikt XVI. Oberhaupt der römisch-katholischen Kirche
- Josef Raulf (1933–1993), deutscher Kommunalpolitiker
- Joseph Raz (1939–2022), israelischer Philosoph
- Joseph Reinach (1856–1921), französischer Politiker
- Joseph Rheden (1873–1946), österreichischer Astronom und Fotograf
- Josef Rosemeyer (1872–1919), deutscher Bahnradfahrer, Erfinder und Unternehmer
- Joseph Rous (1881–1974), französischer Politiker
- Joseph Ruau (1865–1923), französischer Politiker
- Josef Rusnak (* 1958), deutscher Filmregisseur und Drehbuchautor

#### S
- Josef Saile (* 1955), deutscher Fußballspieler
- Josef Schlickenrieder (* 1958), deutscher Eishockeyspieler
- Joseph Schlitz (1831–1875), deutsch-US-amerikanischer Brauunternehmer
- Joseph Schmidt (1904–1942), österreichischer Opernsänger
- Josef Schmitz-Helbig (1921–2008), deutscher Architekt
- Josef Schnyder (1923–2017), Schweizer Skisportler
- Josef Sprinzl (1839–1898), österreichischer katholischer Theologe und Hochschullehrer
- Josef von Stadl (1828–1893), österreichischer Baumeister und Architekt
- Josef Stalin (1878–1953), sowjetischer Diktator
- Josef Stauder (1897–1981), deutscher Regisseur und Intendant
- Josef Stauffer (1817–1894), österreichischer Architekt und Bauingenieur
- Josef Steinbach (1879–1937), österreichischer Gewichtheber und Weltrekordler
- Josef Steiner (1862–1912), tschechischer Politiker, Mitglied des Österreichischen Abgeordnetenhauses
- Josef Steiner (Josef von Steiner; 1895–1918), deutscher Offizier
- Josef Steiner (1899–1977), deutscher Künstler
- Josef Steiner (1901–1973), österreichischer Politiker (SPÖ)
- Josef Steiner (1926–1990), österreichischer Politiker (ÖVP), Abgeordneter zum Nationalrat
- Josef Steiner (1932–2003), Schweizer Fernschachspieler
- Josef Steiner (* 1945), österreichischer Theologe
- Josef Steiner (* 1950), österreichischer Langstreckenläufer
- Josef Kamenitzky Steiner (1910–1981), österreichischer Künstler
- Josef Maria Steiner (1889–1983), Schweizer Apotheker, siehe Dr. Josef Steiner Krebsforschungspreis
- Josef Steinhäuser (1934–2021), deutscher Orthopäde und Hochschullehrer
- Josef Stelzer (1894–1942), deutscher Motorradrennfahrer
- Josef von Sternberg (1894–1969), österreichisch-US-amerikanischer Regisseur
- Josef Stingl (1919–2004), deutscher Politiker, Präsident der Bundesanstalt für Arbeit
- Josef Strauss (1827–1870), österreichischer Komponist, Architekt und Erfinder
- Josef Strauß (1925–2013), österreichischer Lehrer
- Josef Strauß (1928–2012), deutscher Fußballtorwart
- Josef Suk (1874–1935), tschechischer Komponist
- Josef Suk (1929–2011), tschechischer Violinist

#### T
- Josef Tietzen (1933–2019), deutscher Fotograf

#### V
- Joseph Vilsmaier (1939–2020), deutscher Filmregisseur

#### W
- Josef Walla (Holzstecher) (um 1844–nach 1907), ungarisch-deutscher Holzstecher und Unternehmer
- Josef Walla (Rennfahrer) (1907–1994), österreichischer Motorradrennfahrer
- Josef Wenzel (1696–1772), Fürst von Liechtenstein
- Joseph Winzheimer (1807–1897), Abgeordneter im Bayerischen Landtag
- Josef Wolfgruber (* 1949), deutscher Endurosportler

#### Z
- Joseph Zoderer (1935–2022), italienischer Schriftsteller aus Südtirol

### Fiktive Personen
- Josef Matula, Privatdetektiv und Hauptfigur in der Fernsehserie Ein Fall für zwei
- Josef Neumann, im Spielfilm Zum Beispiel Josef [21]

### Familienname
- Jens Josef (* 1967), deutscher Komponist, Flötist und Hochschullehrer
- Jitzchak Josef (* 1952), sephardischer Oberrabbiner in Israel
- Jonis Josef (* 1992), norwegischer Komiker, Influencer, Schauspieler und Drehbuchautor
- Mike Josef (* 1983), deutscher Politiker (SPD) und Oberbürgermeister
- Mikolas Josef (* 1995), tschechischer Musiker und Model
- Ovadja Josef (1920–2013), sephardischer Oberrabbiner in Israel
- Rab Josef († 333), Amoräer der 3. Generation
- Waldemar Josef (* 1960), deutscher Fußballspieler